# Kamen Rider (série télévisée, 1979)
Skyrider
Kamen Rider (仮面ライダー, Kamen Raidā) est une série télévisée japonaise de type Tokusatsu. Elle constitue la sixième déclinaison de la franchise Kamen Rider. Elle porte le même nom que la première série, mais les fans s'y réfère en tant que Nouveau Kamen Rider (新しい仮面ライダー, Atarashi Kamen Raidā) ou Skyrider (スカイライダー, Sukairaidā), du nom du héros, afin de la distinguer de l'originale. La série a été diffusée sur TBS du 5 octobre 1979 au 10 octobre 1980, totalisant 54 épisodes. Comme les précédentes, elle a été le fruit de la collaboration entre Toei Company et la maison de production de Shotaro Ishinomori.
Quatre ans après la diffusion de Kamen Rider Stronger, ce 'Nouveau Kamen Rider' se veut un revival du Kamen Rider original, plus proche des standards plus manichéens du début de la franchise, en opposition avec Amazon ou Stronger. Elle fut suivie directement par Kamen Rider Super-1.

## Distribution
- Hiroshi Tsukuba (筑波　洋, Tsukuba Hiroshi?): Hiroaki Murakami (村上 弘明, Murakami Hiroaki?)
- Midori Kanō (叶 みどり, Kanō Midori?): Kimiko Tanaka (田中 功子, Tanaka Kimiko?)
- Michi Sugimura (杉村 ミチ, Sugimura Michi?): Naoko Fushimi (伏見 尚子, Fushimi Naoko?)
- Yumi Nozaki (野崎 ユミ, Nozaki Yumi?): Kaori Tatsumi (巽 かおり, Tatsumi Kaori?)
- Imata Tonda (飛田 今太, Tonda Imata?): Ryūmei Azuma (東 隆明, Azuma Ryūmei?)
- Naoko Itō (伊東 ナオコ, Itō Naoko?): Mie Suzuki (鈴木 美江, Suzuki Mie?)
- Aki Ozawa (小沢 アキ, Ozawa Aki?): Sayako Eguchi (江口 燁子, Eguchi Sayako?)
- Numa (沼, Numa?): Jin Takase (高瀬 仁, Takase Jin?)
- Shigeru Kanō (叶 シゲル, Kanō Shigeru?): Kōji Shiratori (白鳥 恒視, Shiratori Kōji?)
- Kanji Yada (矢田 勘次, Yada Kanji?): Tomaru Katsura (桂 都丸, Katsura Tomaru?)
- Le Grand Chef (大首領, Daishuryō?, Voix): Gorō Naya (納谷 悟朗, Naya Gorō?)
- Général Monster (ゼネラルモンスター, Zeneraru Monstā?): Shinzō Hotta (堀田 真三, Hotta Shinzō?)
- Amiral Sorcier (魔人提督, Majin Teitoku?): Yōsuke Naka (中 庸助, Naka Yōsuke?)
- Keitarō Shido (志度 敬太郎, Shido Keitarō?): Takashi Tabata (田畑 孝, Tabata Takashi?)
- Genjirō Tani (谷 源次郎, Tani Genjirō?): Nobuo Tsukamoto (塚本 信夫, Tsukamoto Nobuo?)
- Narrateur (ナレーター, Narētā?): Shinji Nakae (中江 真司, Nakae Shinji?)

## Chansons
Générique
- "Moero! Kamen Rider" (燃えろ! 仮面ライダー, Moero! Kamen Raidā?, "Brule ! Kamen Rider")
  - Lyrics: Shotaro Ishinomori
  - Compositeur & Arrangements: Shunsuke Kikuchi
  - Interprètes: Ichirou Mizuki and Kōrogi '73
  - Episodes: 1 à 28
- "Otoko no Na wa Kamen Rider" (男の名は仮面ライダー, Otoko no Na wa Kamen Raidā?, "Son nom est Kamen Rider")
  - Paroles: Shotaro Ishinomori
  - Compositeur & Arrangements: Shunsuke Kikuchi
  - Interprète: Ichirou Mizuki
  - Episodes: 29 à 54

Générique de fin
- "Haruka naru Ai ni Kakete" (はるかなる愛にかけて?, "Long Distance Love")
  - Paroles: Saburō Yatsude
  - Compositeur & Arrangements: Shunsuke Kikuchi
  - Interprète: Ichirou Mizuki et Kōrogi '73
  - Episodes: 1 à 28
- "Kagayake! Hachinin Rider" (輝け! 8人ライダー, Kagayake! Hachinin Raidā?, "Brillez ! Les huit Riders")
  - Paroles: Saburō Yatsude
  - Compositeur & Arrangements: Shunsuke Kikuchi
  - Interprète: Ichirou Mizuki et The Chirps
  - Episodes: 29 à 54